# Akwedukt w Fojutowie
Akwedukt w Fojutowie – zabytek architektury hydrotechnicznej w Fojutowie (województwo kujawsko-pomorskie), wzorowany na antycznych rzymskich budowlach, będący skrzyżowaniem dwóch cieków: Czerskiej Strugi i Wielkiego Kanału Brdy. Budowla ma 75 metrów długości, co czyni z niej najdłuższy obiekt tego typu w Polsce. Jest największą z trzech budowli tego typu znajdujących się na trasie Wielkiego Kanału Brdy.

## Historia

### Powstanie
W latach 1841–1848 na terenie Borów Tucholskich budowano Wielki Kanał Brdy. Jego celem było nawodnienie pól i łąk w okolicy Czerska. Wykorzystywano go także do spławiania drewna. Na 15. km planowanej trasy kanału napotkano ciek – Czerską Strugę. W celu pokonania przeszkody konstruktorzy kanału zdecydowali się na budowę formy mostu wzorowanej na antycznych akweduktach. Akwedukt w Fojotowie był budowany w latach 1845-1849. Dzięki budowie konstrukcji woda z kanału nie odpływała Czerską Strugą.

### Prace remontowe
W latach 1979–1981 przeprowadzono pierwszy remont akweduktu. Wymieniono ceglane sklepienie. Nowe sklepienie wykonano z żelbetu. W 2002 r. przeprowadzono kolejny remont. Betonowe elementy obłożono płytkami, aby przywrócić pierwotny wygląd budowli.

## Konstrukcja
Budowla jest formą mostu, pod którą krzyżują się dwa cieki. Budowla ma dwa poziomy: niższy i wyższy. Niższy poziom ma postać tunelu, którym przepływa Czerska Struga. Tunel kończy się ozdobnymi portalami. Wyższym poziomem płynie Wielki Kanał Brdy. Różnica wysokości poziomów wynosi 9 m. Akwedukt ma 75 metrów długości i 68 metrów szerokości.

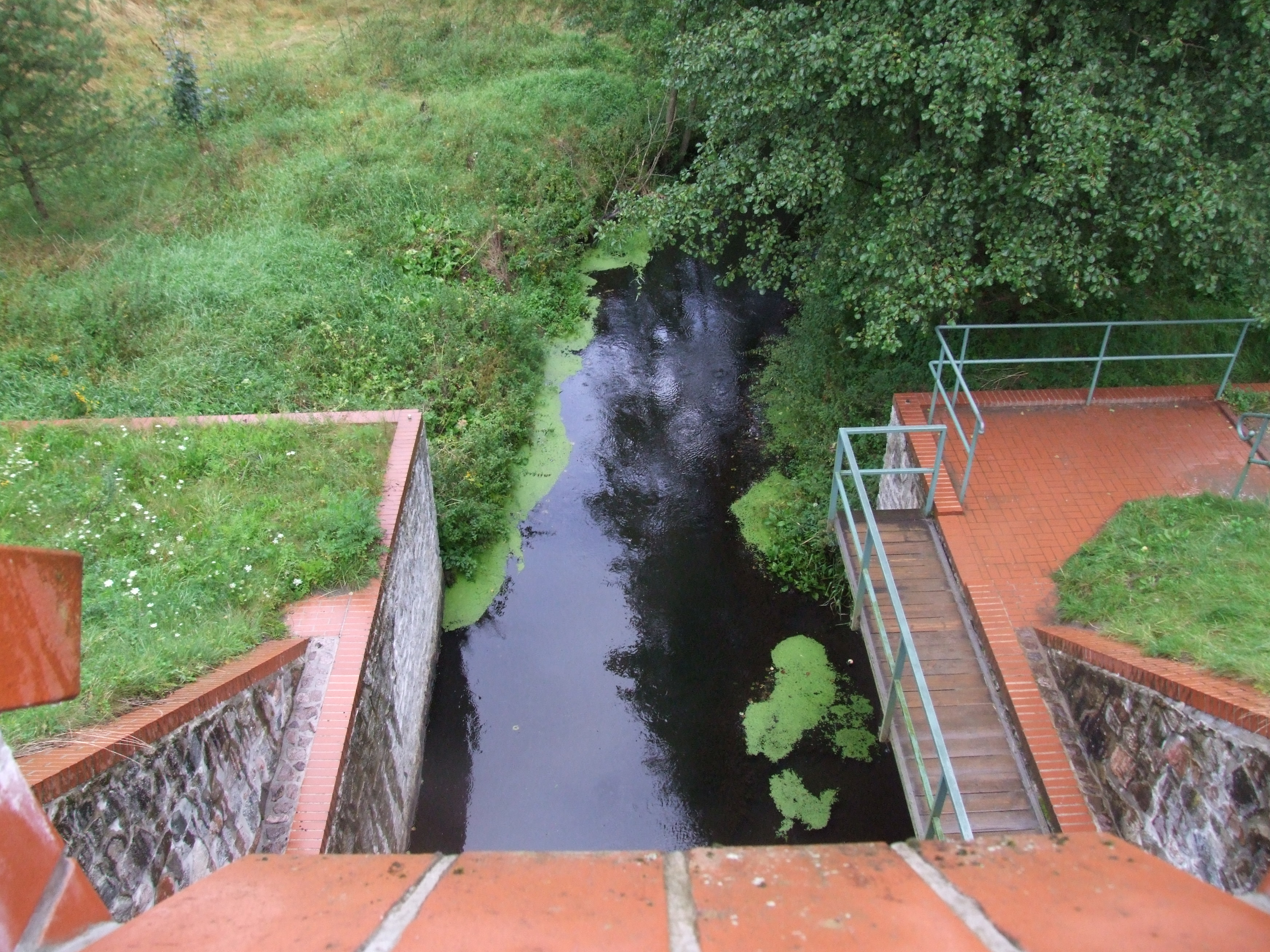
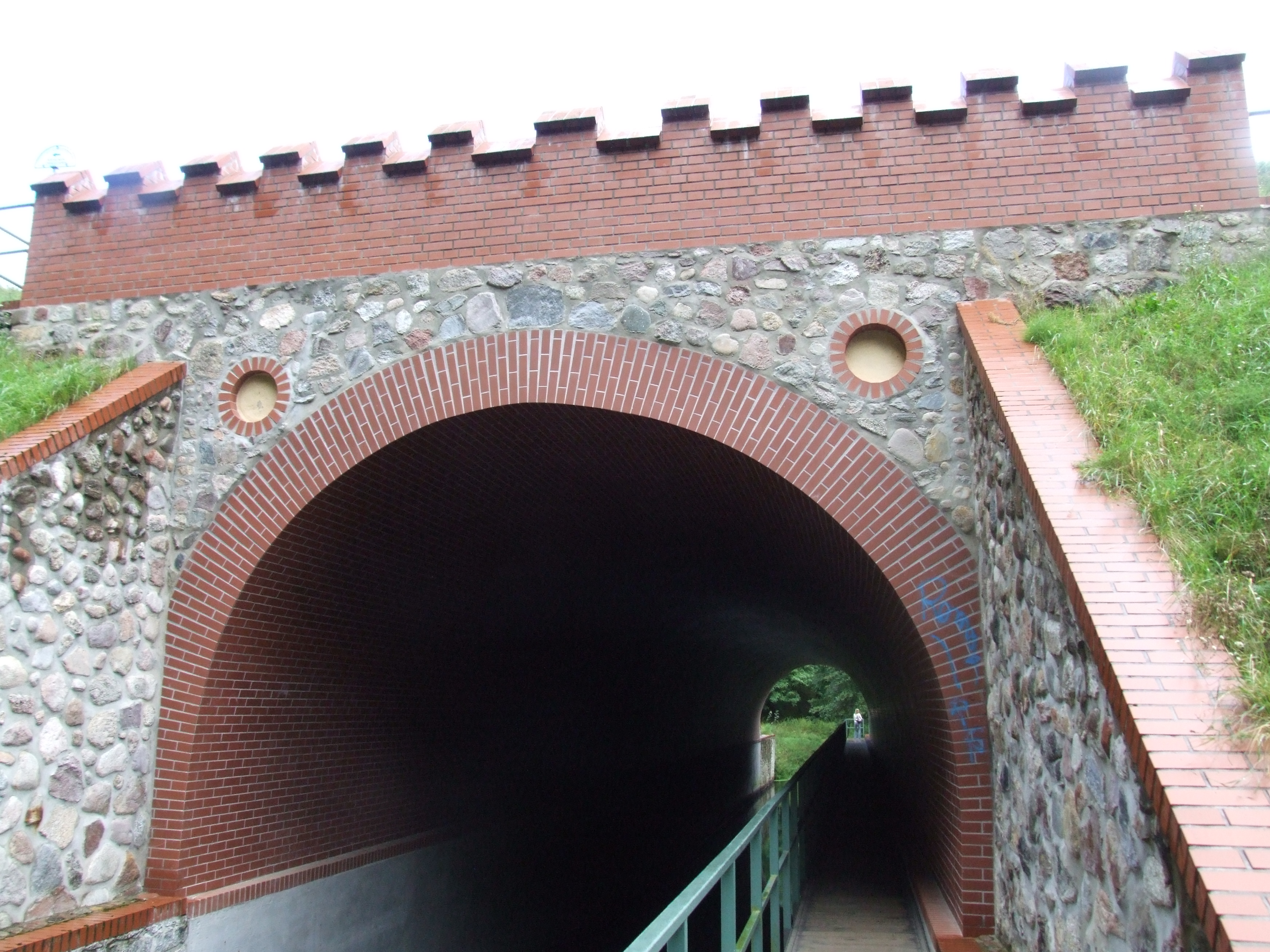
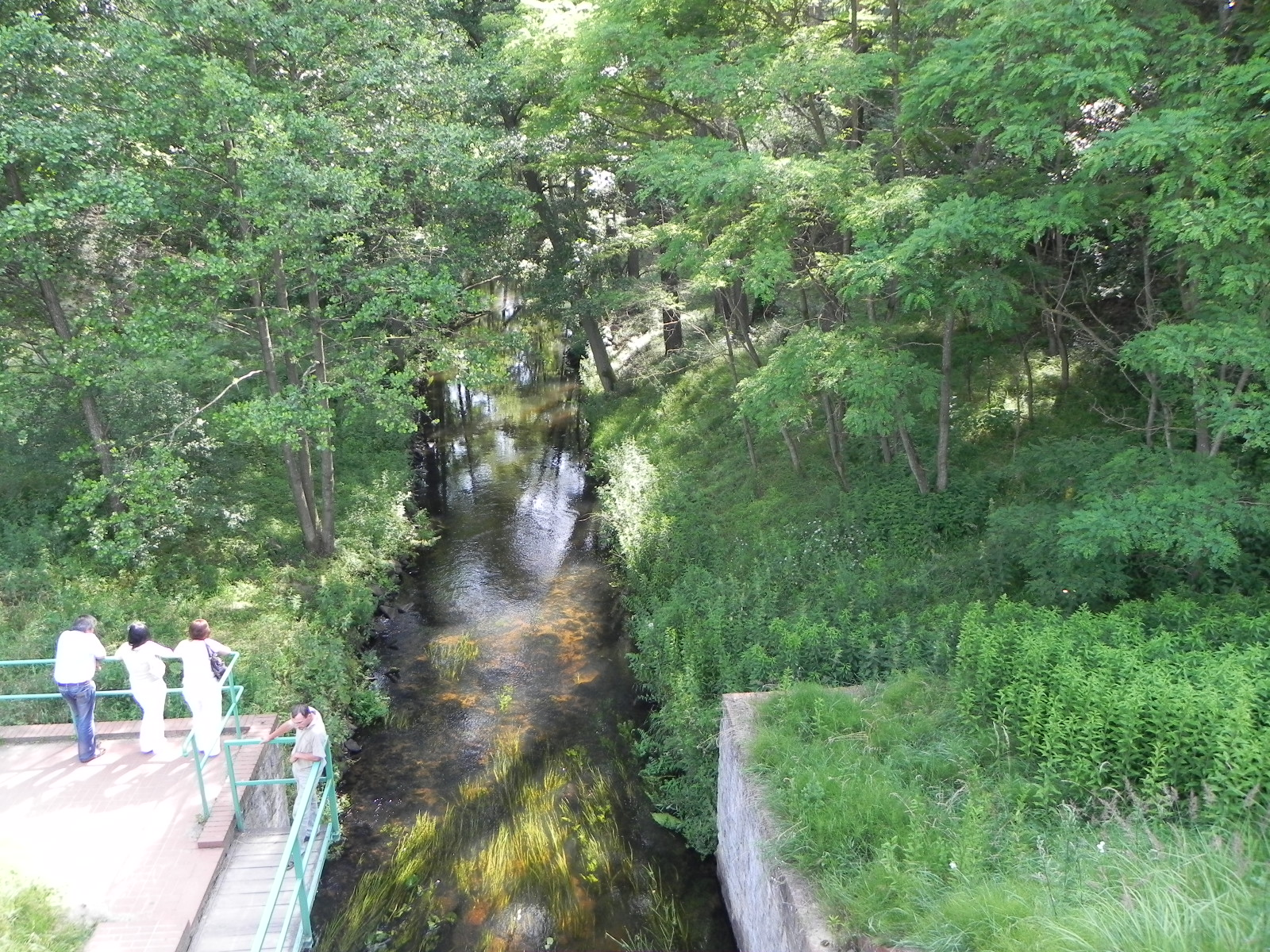
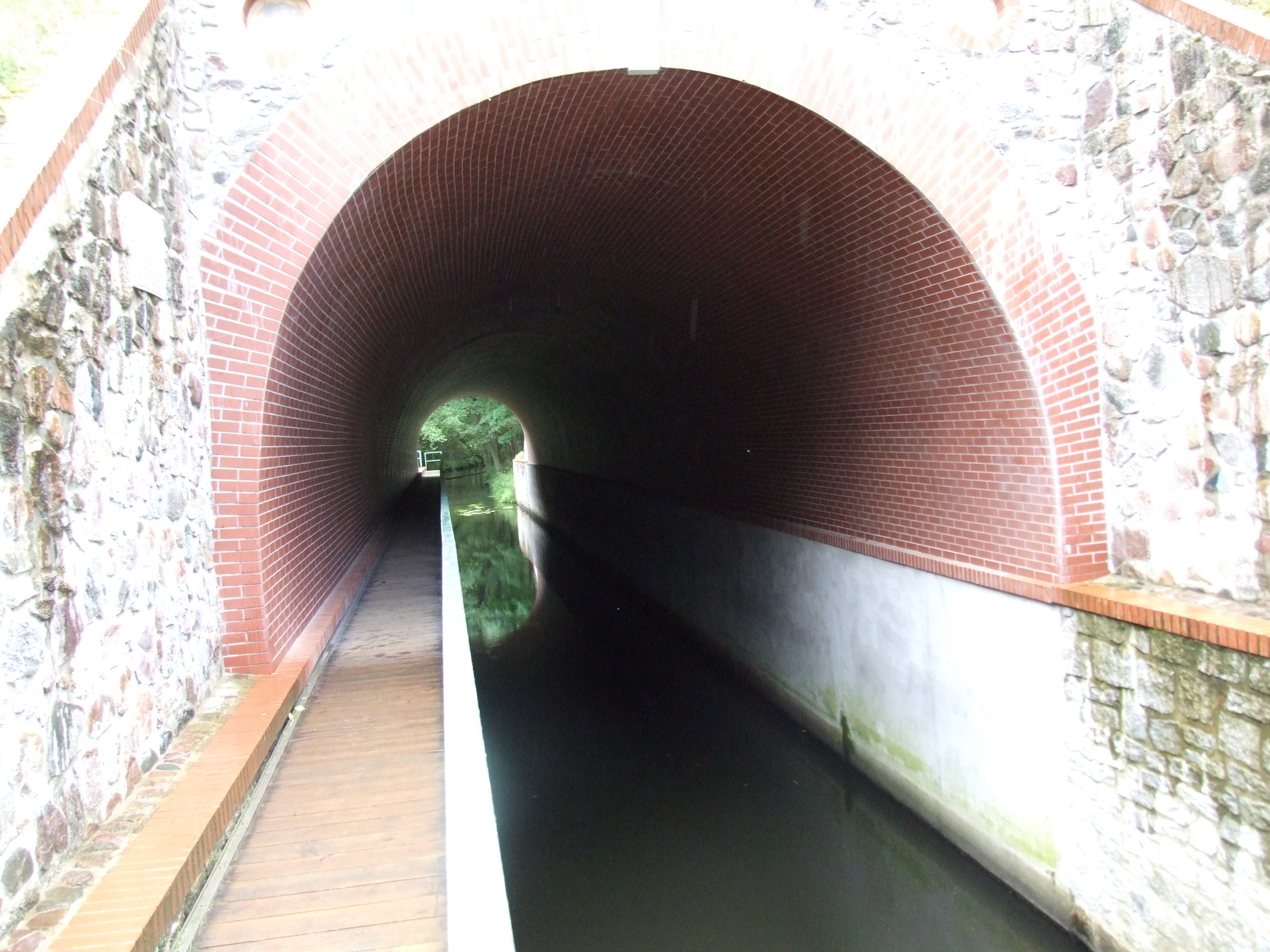